# کاتسویوکی کاواچی
کاتسویوکی کاواچی (به انگلیسی: Katsuyuki Kawachi) بازیکن فوتبال اهل ژاپن و عضو تیم ملی فوتبال ژاپن است که در تاریخ ۱۶ ژوئن ۱۹۷۹ میلادی اولین بازی ملی‌اش را انجام داد. او در ۳ بازی ملی حضور داشت و آخرین بازی ملی خود را در تاریخ ۱۳ ژوئیه ۱۹۷۹ میلادی انجام داد. کاتسویوکی کاواچی در بازی‌های ملی‌اش
گلی به ثمر نرساند.